# Synagogue de Grenoble
La synagogue de Grenoble est une synagogue située dans la ville française de Grenoble dans le département de l'Isère en région Auvergne-Rhône-Alpes.

## Culte israélite
La communauté juive grenobloise comprend plusieurs organisations : la synagogue consistoriale Bar Yohaï, l'association cultuelle Zekhout Avot qui abrite également une synagogue, la communauté juive loubavitch qui bénéficie d'une école et d'un mikvé (bassin de purification), et la communauté juive libérale Beit ha Or .